# Fernando Martín
Fernando Martín Espina (25. března 1962 Madrid – 3. prosince 1989 Madrid) byl španělský basketbalista. Se španělskou mužskou basketbalovou reprezentací získal stříbro na olympijských hrách v Los Angeles roku 1984 a mistrovství Evropy 1983. S Realem Madrid dvakrát vyhrál Pohár vítězů pohárů (1984, 1989), druhou nejprestižnější evropskou klubovou soutěž. Jednou s ním triumfoval v Koraćově poháru (1988), třetí nejdůležitější klubové soutěži Evropy. V roce 1986 se stal druhým Evropanem, který nastoupil v NBA, sezónu strávil v dresu Portland Trail Blazers. V roce 1991 byl Mezinárodní basketbalovou federací (FIBA) vybrán mezi 50 nejlepších hráčů historie. V roce 2007 byl uveden do její síně slávy. Dres č. 10 byl na jeho počest vyřazen ze sady dresů Realu Madrid. Věnoval se též jiným sportům, v plavání získal několik národních mistrovských titulů. Zemřel při autohavárii ve svých 27 letech. Jeho bratr Antonio Martín byl rovněž úspěšným basketbalistou, syn Jan Martín se stal také basketbalistou.